# Franjevački samostan Uznesenja Marijina (Badija)
 Franjevački samostan Uznesenja Marijina, rimokatolički samostan redovnika franjevaca na otoku Badiji.  Rijetki je primjer samostanske arhitekture iz 14. stoljeća i primjer izuzetne povijesne evolucije do 18. stoljeća.

## Povijest
Prvi put se spominje 1368. kao Školj (otok) Svetog Petra (Scolenum sancti Petri). Godine 1392. naseljavaju ga franjevci iz Bosne. Otok je 1394. plemićko vijeće Korčule darovalo vikarijatu franjevaca iz Bosne. Samostan koji su izgradili, postao je vjerski, kulturni i obrazovni centar. Samostan je izgrađen na prelasku s 15. na 16. stoljeće. Današnja crkva Gospe Milosrdne (Gospe od Milosti, Gospe od Otoka) s klaustrom i crkvi prigrađena kapelica Svetoga Križa je renesansno djelo (projektant kapele Giorgio Massari), a monumentalni klaustar sagradili su korčulanski majstori u 15. i 16. stoljeću. U korčulanskom vjerničkom puku, živi istinska vjera u čudotvornu moć i majčinski zagovor Blažene Djevice Marije koja je 1571. svojim zagovorom očuvala Korčulu od osvajačkih osmanskih napada. Samostan je doživio razne prepravke. Odluka o osnivanju gimnazije donesena je 1906., pa je nadograđen dio samostana 1907. – 1909. (poduzetnik Ivan Jeričević). Niža klasična gimnazija otvorena je 1909., a sljedeće godine osnovani su voćnjak, peradarnik i ostalo potrebno za djelovanje škole. Sirotište s osnovnom školom i gimnazija s internatom otvoreni su 1922. godine. Proširenje samostana (nadogradnja glavne zgrade, gradnje u vrtu i praonica) završeno je 1927., po projektu kojeg je izradio ing. Venceslav Barada iz Korčule. Gimnazija ima pravo javnosti od 1924. i bila je jedna od najpriznatijih škola te vrste u Europi. Školski se program odvijao u specijaliziranim kabinetima, đaci su odlazili na izlete čak do Venecije. Rad gimnazije prestaje 1943. Električnu struju samostan dobiva iz vlastitoga agregata od 1927. godine. Braća samostana su upravljala kapelanijom Vrnik, pomagala župnicima u pastorizaciji Korčule i dijela Pelješca, te održavala misije na tom području, kojemu je samostan bio kulturno žarište (imali su hospicije u Korčuli, Žrnovu, Smokvici i Blatu). Odatle je potekao fra Marko Tvrdeić (rodom iz Pupnata na Korčuli), a u gimnaziji su odgojeni i školovani brojni svećenici, pomorski kapetani, liječnici, odvjetnici.
Nakon Drugoga svjetskog rata jugoslavenske vlasti su protjerale franjevce s otoka. Odlukom Predsjedništva vlade NR Hrvatske od 12. prosinca 1949. izvršena je na zahtjev vojnih vlasti eksproprijacija samostana u koji je smještena vojska, a zatim zatvor. Ponuđenu novčanu otkupninu nakon eksproprijacije Provincija je odbila, a upotrebni predmeti i spomeničko blago su raseljeni: npr. alabastreni relijefi Muke Kristove, vjerojatno ih je donio fra Matej iz Engleske, jedan od prvih poglavara samostana su u Opatskoj zbirci u Korčuli, 16 drvenih klupa, izradio Vicko Tomović 1915. u Crikvenici, gdje su i dva zvona – jedno dar Petra Vlašića iz Vele Luke (1930.). Konzervatorski zavod za Dalmaciju donosi rješenje o zaštiti spomeničkoga sklopa 1. ožujka 1950. Korčulanska općina, iza 1956., predaje samostan na 30 godina, športskim organizacijama SR Hrvatske. Godine 1956. Badija je preuređena u športski centar i odmaralište, a crkva pretvorena u skladište namirnica.
Vlada Republike Hrvatske je godine 2003. vratila Badiju svome pravom vlasniku Franjevačkoj provinciji sv. Jeronima sa sjedištem u Zadru. Dvije godine kasnije zadarski franjevci ugovorom davaju samostan u najam Hercegovačkoj franjevačkoj provinciji na 99 godina. Samostan i crkva na Badiji, nakon više od 60 godina nebrige i uništavanja vjerskih i kulturnih dobara, sada se postupno obnavljaju. U ime hercegovačke franjevačke provincije, fra Jozo Zovko je 2005. god. zadužen, s udrugom „Međunarodno kumstvo djetetu Herceg-Bosne", za obnovu Franjevačkog samostana Badija.
17. rujna, s početkom u 17 sati u prostorima samostana ondašnja predsjednica Republike Hrvatske Kolinda Grabar Kitarović otvorila je Umjetničku galeriju fra Bernardin Sokol. Otvaranje je popraćeno izložbom legendarnog kipara i slikara Izvora Oreba i njegove životne družice Emilije Karlavaris.
Tradicionalno svake godine na 2. kolovoza održava se procesija oprosta - Asiško proštenje, korčulanskim dijalektom rečeno Perdun,, za štovanje i sjećanje na Franju Asiškog koji je u 13. stoljeću duhovno obnovio Katoličku crkvu i osnovao franjevački red. Na procesiji hodočasnici s Korčule i Pelješca dolaze svojim čamcima i brodovima.
Od svibnja do rujna na otoku se redovno održavaju seminari i duhovne vježbe.

## Osobine
Iznad pravokutnog otvora ulaza je luneta sa skulpturom Gospe koja sjedi i u krilu drži Dijete, a sa strana su likovi Sv. Franje i Sv. Dominika. Vodoravni vijenac odvaja gornju atiku u kojoj dva anđela nose vijenac s medaljonom ispunjenim velikim gotičkim slovima IHS. Svi su ostali ornamentalni motivi strože klasicističke stilistike izrađeni mnogo vještije od figuralne skulpture.
Oltar crkve je s kamenom menzom i predoltarnikom. Oltar je od raznobojnoga mramora imao je rezbareni, pozlaćeni retabl (oko 340×260 cm) s dva kanelirana stupa korintskih kapitela i reljefni prikaz Boga Oca u trokutu atike te udubljenje za bizantsku ikonu Bogorodice. Ova je ikona (Gospa od Otoka, Gospa Badijska) na glasu od 1571. kad joj je pripisan spas Korčule od osmanske mornarice – a danas se nalazi u južnoj lađi korčulanske stolne crkve. Uza stupove je imao niše s kipovima Sv. Franje i Sv. Marka (koji su tu bili do 1950).